# صلیب مقدس آرکاواز
صلیب مقدس آرکاواز (ارمنی: Արկազի Սուրբ Խաչ؛ انگلیسی: Arkaz) یک کلیسا متعلق به کلیسای حواری ارمنی واقع در شهر ورنشن، استان وایوتس‌جور ارمنستان می‌باشد. ساخت و ساز این ساختمان در سده ۸ میلادی؛ به پایان رسید. این بنا به سبک معماری ارمنی طراحی شده است.

## نگارخانه

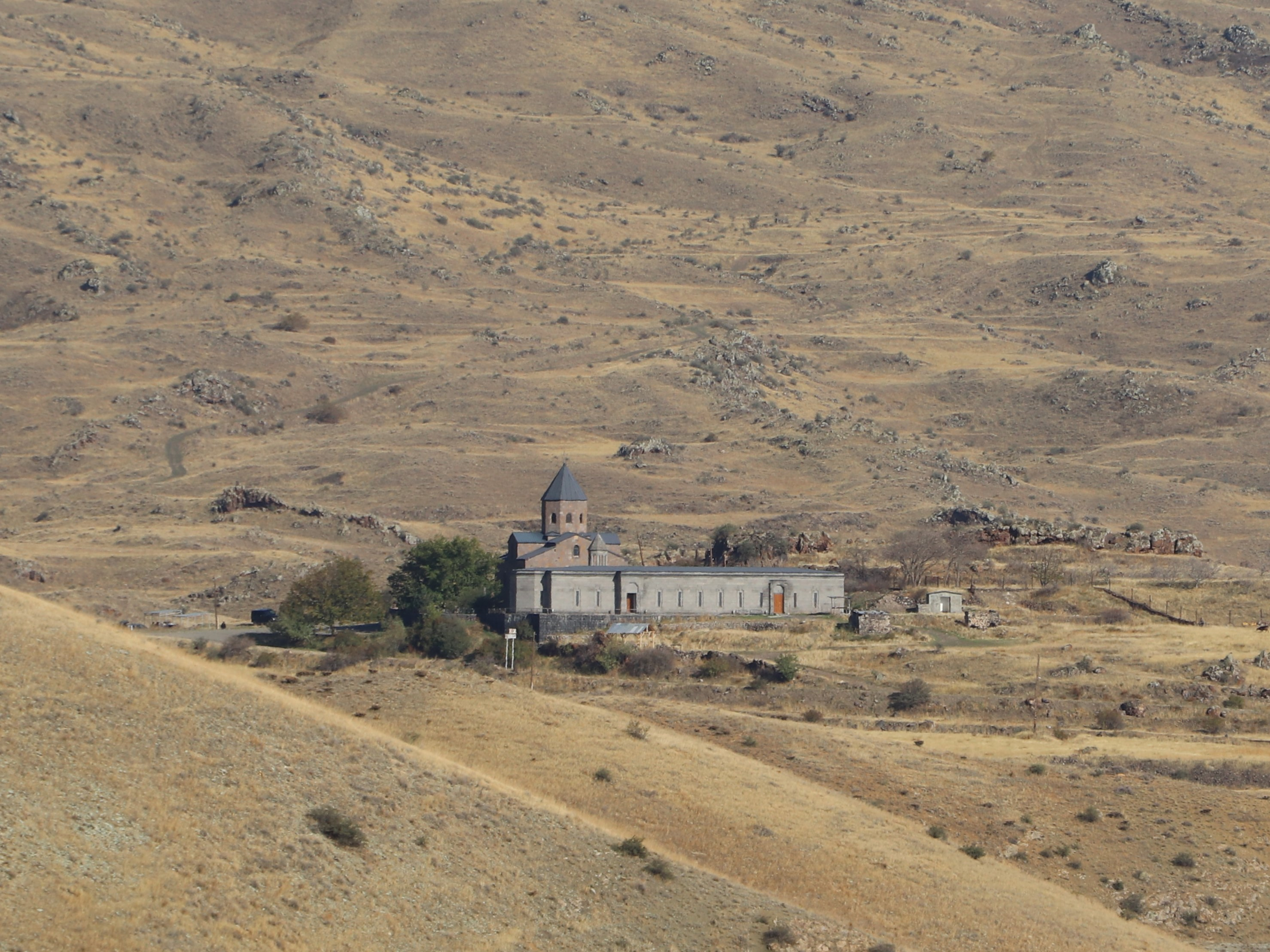